# Victoria Highway
Victoria Highway - odcinek drogi krajowej Highway 1, o długości 524 km w Australii.  Droga łączy miejscowość Katherine, przy skrzyżowaniu z drogą krajową Stuart Highway na obszarze Terytorium Północnego z miejscowością Wyndham i drogą Great Northern Highway, w Australii Zachodniej. Nazwa pochodzi od rzeki Victoria. Droga przebiega na północnych obrzeżach parku narodowego Gregory.